# Duane-Hunt-Gesetz
Das Duane-Hunt-Gesetz (auch Duane-Huntsches Verschiebungsgesetz, nach den amerikanischen Physikern William Duane und Franklin Hunt) beschreibt den Zusammenhang zwischen der Beschleunigungsspannung einer Röntgenröhre und der maximalen Frequenz bzw. der minimalen Wellenlänge ihres Bremsspektrums.
Da Elektronen bei der Erzeugung von Röntgenstrahlung Photonen aussenden, anstatt sie wie beim photoelektrischen Effekt aufzunehmen, wird das Gesetz auch als inverser Photoelektrischer Effekt bezeichnet.

## Mathematische Herleitung

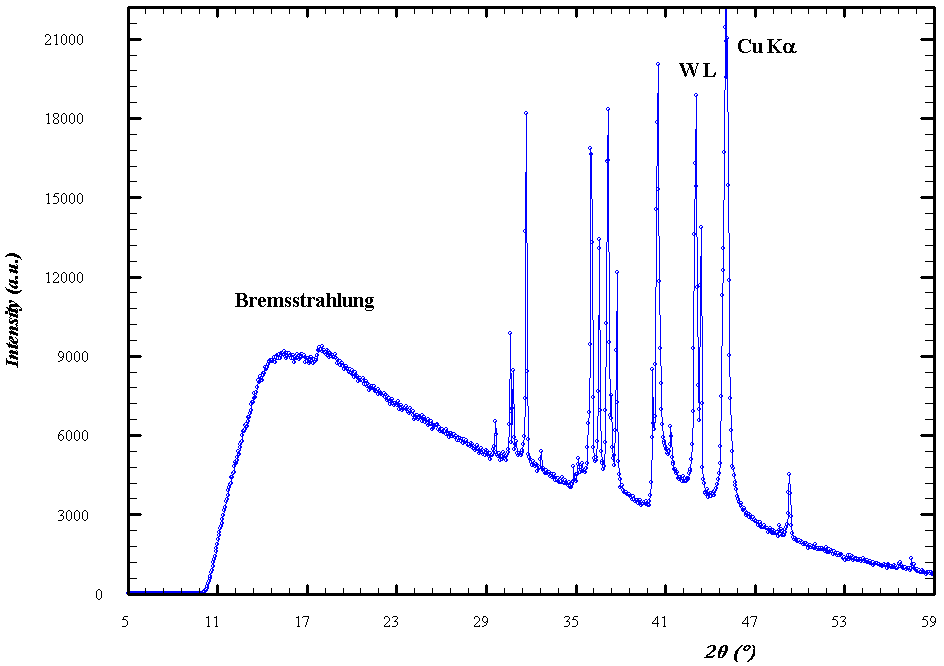
Spektrum von Röntgenstrahlung einer Kupferanode. Die horizontale Achse zeigt den Ablenkwinkel nach Bragg-Reflexion an einem LiF-Kristall

Die maximale Energie, die ein Elektron in einer Röntgenröhre abgeben kann, ist seine kinetische Energie, die es bei der Beschleunigung erhalten hat. Es wird nun die Energieerhaltung angesetzt.
{\displaystyle E_{\text{Elektrisch}}=E_{\text{Strahlung}}}, mit eingesetzten Größen {\displaystyle eU=h\nu _{\text{max}}}
Nach der Frequenz umgestellt ergibt dies:
{\displaystyle \nu _{\text{max}}={\frac {eU}{h}}\,.}
Zur maximalen Frequenz gehört die minimale Wellenlänge
{\displaystyle \lambda _{\text{min}}={\frac {hc}{eU}}}
mit der Planck-Konstante {\displaystyle h}, Lichtgeschwindigkeit {\displaystyle c}, der Beschleunigungsspannung {\displaystyle U} sowie der Elementarladung {\displaystyle e}.
Setzt man die Naturkonstanten in die Gleichung ein, ergibt sich folgender Zusammenhang für die minimale Wellenlänge:
{\displaystyle {\lambda _{\mathrm {min} }}=1{,}239\,84\,\mathrm {\mu m} \cdot {\frac {1}{U/\mathrm {V} }}}
Bei vorgegebener Spannung der Röntgenröhre lässt sich so die minimal mögliche Wellenlänge des Bremsspektrums ermitteln.
Im nebenstehenden Bild ist der Bragg-Winkel, der direkt von der Wellenlänge abhängt, gegen die Intensität der Strahlung aufgetragen. Dort, wo die Intensität 0 wird (bei etwa 10°) ist die Wellenlänge der Röntgenstrahlung minimal. Erhöht man die Spannung, so verschiebt sich der Nulldurchgang weiter nach links, daher der Name Verschiebungsgesetz.